# Nely Miranda
Pour les articles homonymes, voir Miranda et Herrera.
Nely Miranda Herrera, née le 2 août 1972 à Puebla, est une nageuse handisport et femme politique membre du Parti révolutionnaire institutionnel mexicaine. Elle sert comme membre de la Chambre des députés de 2009 à 2012. Elle est également double championne paralympique en 2008.

## Carrière
À 18 ans, elle participe à des concours de beauté dans l'État de Veracruz et avouera plus tard, qu'à cette époque, elle manquait d'humilité du fait de sa beauté.
Le 10 août 2000, Nely Miranda fait une chute dans les escaliers à son travail, s'évanouit et se réveille 11 jours plus tard, tétraplégique et ayant oublié l'année ayant précédée sa chute,. En 2005, elle débute la natation dans le cadre de son traitement. Elle participe à ses premiers championnats handisport nationaux au Mexique en 2007 et y remporte trois médailles d'or et deux d'argent. La même année, elle remporte sa première médaille mondial lors des Jeux parapanaméricains de 2007 à Rio de Janeiro.
Lors des Jeux paralympiques d'été de 2008 à Pékin, elle remporte l'or sur le 50 m nage libre S4 en battant le record du monde de la distance en 46 s 27.
En 2009, elle est élue membre de la Chambre des députés pour l'État de Veracruz.
Aux Championnats du monde de natation handisport 2015 à Glasgow, elle est double médaillée d'or et médaillée d'argent. Elle y bat également le record du monde du 50 m nage libre S4.
Lors de sa seconde participation aux Jeux, en 2016 à Rio de Janeiro, elle est la Porte-drapeau de la délégation mexicaine lors de la Cérémonie d'ouverture. Lors des séries du 50 m nage libre S4, elle signe un nouveau record paralympique en 40 s 23 mais ne réussit par à nager aussi vite lors de la finale et termine sur la troisième marche du podium. De plus, l'Australienne Rachael Watson bat de nouveau le record paralympique lors de la finale en 40 s 13.
Fin 2017, ses médecins détectent une usure au niveau de deux de ses vertèbres et l'obligent à prendre une pause de longue durée pour se remettre,. Le 8 février 2019, il est annoncé que Nely Miranda ne participe pas aux Jeux parapanaméricains de 2019 à Lima (Pérou) pour se concentrer sur son rétablissement.